# Johann Theodor Möller
Johann Theodor Möller (* 14. Juni 1705 in Werdohl; † 30. Januar 1763 in Warstein) war ein deutscher vorindustrieller Unternehmer in Kupferbergbau und Kupferproduktion.

## Leben
Sein Vater war der reformierte Prediger Antonius Möller (1671–1728) in Werdohl. Möller absolvierte eine kaufmännische Ausbildung in Köln. Als erste Ehefrau heiratete er Clara Catarina Zahn (1699–1732). Durch die Heirat wurde Möller Miteigentümer eines Kupferhammers bei Warstein. Insbesondere auf Basis des durch seine Frau eingebrachten Vermögens beteiligte sich Möller an einer Vielzahl von Unternehmungen. Er besaß unter anderem Kupferwerke in Niedermarsberg, in Niederense, in Hagen, Oberkaldenbach und Olpe. Nach dem Tod seiner ersten Frau heiratete Möller 1737 Anna Sibylle Gertrud Schmidt (1715–1746). Durch sie kamen der Reckhammer und das Burghaus Bielstein bei Wiehl in den Besitz Möllers. 
Ein Jahr nach dem Tod seiner zweiten Frau heiratete Möller 1747 Elenore Hovius (1720–1788). Der letzte Erwerb Möllers war die Übernahme des Kupferhammers bei Brackwede im Jahr 1761. 
Insgesamt beschäftigte Möller in vorindustrieller Zeit immerhin 250 Arbeiter und sonstige Fachkräfte. Er beherrschte die Kupferherstellung und den -handel vom Westen des Sauerlandes bis in den Nordosten Westfalens. 
Vom wirtschaftlichen Erfolg zeugt sein Wohnsitz in Warstein, das „Haus Kupferhammer“. Durch seine Baumaßnahmen erhielt das heutige Stadtmuseum seinen schlossähnlichen Charakter.
Teilhaber in Brackwede war Adolf Nottebohm, der den Hammer nach Möllers Tod übernahm. Dessen Erbe wurde Abraham Nottebohm, der eine Tochter Möllers geheiratet hatte. Weitere Kinder waren Johann Anton Arnold Möller (1732–1806), Bürgermeister in Lippstadt. Theodor Adolf Möller (1762–1847) war Unternehmer und Großkaufmann und an der Gründung der Gothaer Versicherung beteiligt. Friedrich Carl Hermann Möller (* 1743) übernahm den Besitz Bielstein.